# Far Cry: New Dawn
Far Cry: New Dawn é um jogo eletrônico de tiro em primeira pessoa de ação-aventura desenvolvido pela Ubisoft Montreal e publicado pela Ubisoft. Lançado mundialmente em 15 de fevereiro de 2019 para Microsoft Windows, PlayStation 4 e Xbox One em 15 de fevereiro de 2019 e para Google Stadia em 3 de novembro de 2020, é um spin-off da série Far Cry e a sequência dos eventos ocorridos em Far Cry 5 (2018).

## Jogabilidade
Similar aos seus antecessores, Far Cry: New Dawn é um jogo de tiro em primeira pessoa de ação-aventura se passa em um ambiente de mundo aberto na qual o jogador pode explorar livremente a pé ou através de vários veículos. O jogo se passa no fictício Condado de Hope, Montana e usa uma versão repaginada do mapa de Far Cry 5. A guerra nuclear retratada em Far Cry 5 reformulou a paisagem, de modo que novas áreas ficaram disponíveis para o jogador explorar, enquanto outras ficaram inacessíveis.[carece de fontes?]
O jogador assume o papel de um novo personagem, cujo gênero e raça podem ser personalizados. Os sistemas "Guns for Hire" e "Fangs for Hire" de Far Cry 5 retornam, com o personagem sendo capaz de recrutar sobreviventes humanos e animais para assistência de combate. Além de novos personagens, o elenco do jogo inclui uma série de personagens que retornam de Far Cry 5. O personagem do jogador também pode encontrar vários especialistas que têm suas próprias missões pessoais, habilidades especiais e história e ajudam os jogadores a consertar suas armas. Novas armas são introduzidas no jogo, incluindo um "Lançador de Serras" que dispara as lâminas de serras circulares. Os jogadores adquirem novas armas e acessórios, que podem ser atualizados para três níveis diferentes através de missões. Veículos também podem ser criados.
Os jogadores podem embarcar em caças ao tesouro e libertar diferentes acampamentos e postos avançados de inimigos. Uma vez liberados, eles se tornam viagem rápida – pontos que permitem aos jogadores navegarem rapidamente pelo mundo. Esses postos avançados podem ser ocupados e usados para fabricar combustível etanol ou invadidos por recursos que deixam o posto avançado aberto a "escalada", em que os Salteadores podem recuperar esses postos. Isso permite que o jogador repita os postos avançados em configurações de dificuldade mais altas. O jogo também apresenta uma base doméstica expansível chamada Prosperity, que se expande lentamente e cresce em tamanho conforme os jogadores progridem. O jogo também apresenta um modo chamado "Expedições", que permite ao jogador viajar para outros locais nos Estados Unidos, como Louisiana, para procurar mais recursos e pacotes. Como essas regiões estão fora do mapa principal e menores em tamanho, a equipe de desenvolvimento conseguiu criar ambientes mais complexos para o Expedições. As missões de Expedição podem ser completada com outros jogadores.

## Enredo
A história é definida dezessete anos após o final de Far Cry 5. Após a bomba nuclear, "o colapso", ter devastado Hope County, os sobreviventes tentam reconstruir a comunidade. Seus esforços são ameaçados pelos Salteadores, bandidos organizados liderados pelas irmãs gêmeas Mickey e Lou (dubladas por Cara Ricketts e Leslie Miller). O jogo também revela os destinos do Recruta de Far Cry 5 e Joseph Seed, o protagonista e principal antagonista de Far Cry 5, respectivamente.

## Desenvolvimento
Far Cry: New Dawn foi desenvolvido pela Ubisoft Montreal em conjunto com a Ubisoft Kiev, Ubisoft Bucharest e Ubisoft Shanghai. De acordo com o diretor de arte, Issac Papismado, a equipe queria criar um jogo pós-apocalíptico na série Far Cry por um longo tempo. A equipe intencionalmente evitou um tom sombrio ao sentir que seria clichê e resolveu criar um mundo que parece vibrante. 17 anos depois de Far Cry 5, o mundo está passando por mudanças em que a natureza recupera o mundo e dá ao jogo uma paleta de cores vibrantes. Para dar uma identidade visual aos Salteadores, a equipe convidou um grafiteiro para criar a arte e o grafite do jogo. Similar a Far Cry 3: Blood Dragon e Far Cry Primal, o jogo é uma produção menor quando comparada com os títulos principais da série, uma decisão refletida pelo menor preço de lançamento do jogo.
Anunciado no The Game Awards 2018, o jogo foi lançado para Microsoft Windows, PlayStation 4 e Xbox One em 15 de fevereiro de 2019.